# Федорович Тадей
Тадей Адольф Федорович гербу Огінець (1849 — після 1895) — український (русинський) громадський діяч у Галичині, меценат української культури. Небіж (племінник) Федоровича Івана Андрійовича, кузин (двоюрідний брат) Федоровича Володислава.

## Життєпис
Власник маєтків (дідич) у селах Клебанівка, Богданівка (тепер Підволочиського району), Ободівки та інших. Автор популярних брошур на господарську тематику. Посол до Галицького сейму у 1894—1895 роках (обраний 6 листопада 1894 року замість померлого отця Миколи Січинського від IV курії в окрузі Збараж; входив до «Руського клубу», «Клубу староруської партії»). Виставляв свою кандидатуру у 1889, 1895 роках (програв). Неодноразово його обирали маршалком Збаразького повіту.

### Сім'я
Дружина — Юлія Панкратьєва, донька російського генерала та херсонського віце-губернатора. Діти:
- Ольга Целіна — дружина графа Владислава Тишкевича
- Олександр Аріян Теофіль (нар. 1875), власник маєтку в селі Шили, дружина — Зофія, донька Владислава Країнського (голова Галицького кредитного земського товариства, посол сеймів)